# 외국의 시리아 내전 관여

시리아 정부세력 지지국
시리아 반정부세력 지지국
시리아
정부 및 반정부세력에 대한 지지가 양분되는 국가

외국의 시리아 내전 관여는 2011년 3월 시작된 시리아 내전에 참여한 세력에 정치, 군사, 작전적인 지원을 하는 것과 외국의 활발한 개입을 의미한다. 시리아 내전에 참여한 대부분의 세력은 외국으로부터 다양한 종류의 지원을 받았다. 시리아 내전은 미국과 러시아, 그리고 이란과 사우디아라비아를 중심으로 한 역내 세력과 세계 강대국의 대리 전쟁이 중복되는 것으로 묘사되고 있다.
시리아 바트당 정부는 이란과 러시아에 군사 및 정치적인 지원을 받고 있으며, 레바논의 헤즈볼라와 시리아에 본부를 둔 팔레스타인 무장단체 PFLP-GC도 시리아 정부를 돕고 있다. 공개적이고 합법적으로 시리아에 기지를 보유한 유일한 해외 국가인 러시아는 시리아 정부의 요청에 따라 2015년 9월 30일부터 ISIL과 다른 반정부 단체에 맞서 공중전을 시작했다. 러시아의 군사 행위는 미국과 터키의 비난을 받았다. 터키는 2015년 11월부터 러시아 전투기가 영공을 침범했다는 이유로 요격하기도 했으며, 터키가 지원하는 반정부군에 러시아의 공격이 발생하자 이를 비판하기도 했다.
시리아 국가동맹으로 대표되는 시리아 반군은 경제, 병참, 정치적으로 미국과 동맹을 맺은 중동의 수니파 국가들로부터 지원을 받고 있다. 사우디아라비아, 카타르, 터키가 대표적인 지원국이다. 시리아 내전 초기부터 미국, 프랑스, 영국은 테러주의 집단으로 이들을 분류하지 않은 반군과 무장단체들을 지원하고 있었다. 2015년 7월 이래 터키 역시 공개적으로 시리아 쿠르드 단체들의 확장에 맞서 군사적 수단을 모색하기 시작했다.
쿠르드 주도의 시리아 민주군은 미국, 영국, 프랑스, 캐나다, 러시아, 이집트, 아랍에미리트, 체코의 지원을 받고 있다. 또한 쿠르드 자치구로부터 군사 및 병참 지원을 받고 있다.  살라프파 단체들은 터키의 지원을 받고 있다.

## 같이 보기
- 시리아 내전
- 사우디아라비아의 시리아 내전 개입